# Fujiwara no Sanekata
Fujiwara no Sanekata (藤原実方?   ¿? - 7 de enero de 999) fue un poeta y cortesano japonés que vivió a mediados de la era Heian. Perteneció a una pequeña rama del Fujiwara Hokke, una de las cuatro principales ramas del clan Fujiwara. Su bisabuelo fue el poeta Fujiwara no Tadahira, su abuelo fue el Sadaijin Fujiwara no Morotada, su padre fue el chambelán Fujiwara no Sadatoki y su madre fue la hija de Minamoto no Masanobu. Fue padre de Fujiwara no Asamoto.

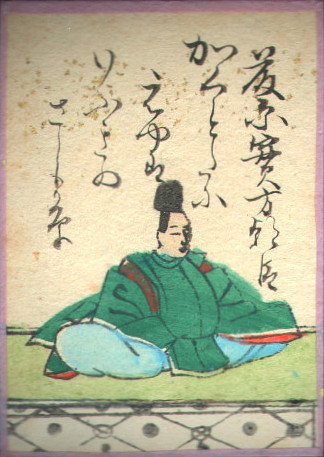
Fujiwara no Sanekata, del Ogura Hyakunin Isshu.

Sirvió en varios cargos administrativos ante el Emperador Kazan y al Emperador Ichijō y alcanzó el grado de Konoefu en el Jushii. Sin embargo, en 995 tuvo una violenta disputa con Fujiwara no Yukinari y este último fue favorecido por el Emperador Ichijō, dando como resultado la degradación de Sanekata como burócrata y el posterior desagrado al emperador; Sanekata fue degradado a gobernador de la provincia de Mutsu mientras que Yukinari fue promovido como Kurodonotō o jefe de los archivos imperiales.
Hacia 999 Sanekata tuvo un accidente montando un caballo que se precipitó con un Dosojin en la ciudad de Natori y falleció con la caída, se cree que su edad oscilaba los 40 años. Después de su muerte, se creía que el fantasma iracundo de Sanekata aparecía bajo el puente del río Kamo, leyenda que es relatada en el Makura no Sōshi de Sei Shonagon.
Fue compañero de Fujiwara no Kintō, Minamoto no Shigeyuki, Fujiwara no Michinobu, entre otros. Su estilo de poesía es conocida como refinada y talentosa. Tuvo una relación íntima con Sei Shōnagon, también tuvo relaciones amorosas con al menos 20 mujeres.
Dentro de la poesía waka, algunos de sus poemas fueron incluidos en la antología imperial Shūi Wakashū y en la lista antológica del Ogura Hyakunin Isshu. También hizo una colección personal de poesías llamado Sanekata Ason-shū (実方朝臣集?).